# Варначов Євген Андрійович
Євген Андрійович Варначов (нар. 31 грудня 1932, м. Свердловськ, РРФСР, СРСР — 16 січня 2018, м. Москва, Росія) — радянський державний діяч, генеральний директор виробничого об'єднання «Уралмаш», міністр будівельного, дорожнього і комунального машинобудування СРСР, 1-й заступник голови Комітету народного контролю СРСР. Кандидат у члени ЦК КПРС у 1986—1990 роках. Депутат Верховної Ради СРСР 10—11-го скликань.

## Життєпис
Народився в родині службовця.
У 1951—1956 роках — студент Уральського політехнічного інституту імені Кірова, інженер-металург.
У 1956—1969 роках — майстер цеху № 41, старший майстер, начальник зміни, заступник начальника цеху Уральського заводу важкого машинобудування імені Серго Орджонікідзе («Уралмаш») у місті Свердловську.
Член КПРС з 1963 року.
У 1969—1973 роках — 1-й заступник начальника планово-виробничого управління, в 1973—1975 роках — заступник директора Уральського заводу важкого машинобудування імені С. Орджонікідзе («Уралмаш») у місті Свердловську.
У 1975—1978 роках — головний інженер виробничого об'єднання «Уралмаш» у місті Свердловську.
У 1978 — серпні 1985 року — генеральний директор виробничого об'єднання «Уралмаш» у місті Свердловську.
2 серпня 1985 — 27 червня 1989 року — міністр будівельного, дорожнього і комунального машинобудування СРСР.
У липні 1989 — грудні 1990 року — 1-й заступник голови Комітету народного контролю СРСР.
З грудня 1990 року — персональний пенсіонер союзного значення в Москві.
Помер 16 січня 2018 року в Москві. Похований на Троєкуровському цвинтарі.

## Нагороди і звання
- орден Жовтневої Революції
- орден «Знак Пошани»
- медаль «За доблесну працю. В ознаменування 100-річчя з дня народження Володимира Ілліча Леніна»
- медалі
- Державна премія СРСР (1983)
- заслужений машинобудівник Російської РФСР (1983)